# Siobhán
Siobhán (irische Aussprache [ˈʃɪwɑːn̪] oder [ʃəˈvɑːn̪], englische Aussprache [ʃəˈvɔːn]) bzw. Siobhan ist ein weiblicher irischer Vorname. 

## Herkunft und Bedeutung
Siobhán ist abgeleitet von dem normannischen Jehanne und französischen Jeanne, der weiblichen Form von Jean, der vom hebräischen Namen Johanna/Jochanan abgeleitet ist und „der Herr ist gnädig“ bedeutet. Die männliche Form im Irischen lautet Seán [ʃɔːn].
Beide Formen des Namens wurden in Irland eingeführt, als die Normannen das Land regierten. Der Name geriet in Vergessenheit, als der Gebrauch der irischen Sprache unter Strafe gestellt wurde. Seine Popularität stieg Mitte des 20. Jahrhunderts, wie auch die vieler weiterer irischer Namen wie Áine und Aoife. Die Berühmtheit der Schauspielerin Siobhán McKenna trug zusätzlich dazu bei, dass der Name wieder ins Gedächtnis gerufen wurde.

## Varianten
Alternative Schreibweisen von Siobhán sind Siavon, Siobhan, Siobhaun, Siobhain, Siobhann, Siobhon, Siovhan, Shivaune, Shivaun, Shavon, Sioban, Shivonne, Shvaugn, Shivaughn, Shivaughne, Shavaughn, Shavaughne, Shavaugn, Shavaugne, Shavaun, Shavaune, Sheavaughn, Shavone und Chevonne. Sein deutsches Äquivalent ist Johanna.

## Namensträgerinnen
- Siobhán Byrne (* 1984), irische Säbelfechterin
- Siobhan Chamberlain (* 1983), englische Fußballspielerin
- Siobhán Donaghy (* 1984), britische Sängerin und Musikerin
- Siobhan Dowd (1960–2007), irisch-britische Schriftstellerin
- Siobhan Fahey (* 1958), irische Rocksängerin
- Siobhan Fallon Hogan (* 1961), US-amerikanische Schauspielerin
- Siobhan Finneran (* 1966), britische Schauspielerin
- Siobhán Hapaska (* 1963), irische Installationskünstlerin und Bildhauerin
- Siobhan Bernadette Haughey (* 1997), chinesische Schwimmerin
- Siobhan Hayes (* 1975), britische Schauspielerin
- Siobhan Hewlett (* 1984), britische Schauspielerin
- Siobhán McClafferty, irische Schönheitskönigin
- Siobhán McKenna (1923–1986), irische Schauspielerin
- Siobhan McMahon (* 1984), schottische Politikerin
- Siobhán Mullally, irische Rechtswissenschaftlerin
- Siobhan-Marie O’Connor (* 1995), britische Schwimmerin
- Siobhan Stagg (* 1987), australische Opernsängerin
- Siobhán Vernon (1932–2002), irische Mathematikerin und Hochschullehrerin

## Sonstiges
- Siobhan, eine Celtic-Punk-Band aus Ottawa, bekannt für obszöne Tiraden gegen das Publikum
- Siobhan Clarke, eine Polizistin in den John-Rebus-Romanen von Ian Rankin
- Deputy Siobhan Kelly, eine Polizistin in der Serie Banshee von u. a. Alan Ball
- Siobhan Martin, Figur aus der amerikanischen TV-Serie Ringer
- Siobhan Mooney, Figur aus der TV-Serie Death in Paradise: Tochter von Detective Inspector Jack Mooney
- Siobhan „Mrs. S.“ Sadler, Verbündete der Klone, Pflegemutter von Sarah und Felix aus der Serie Orphan Black
- Siobhan Smythe, ehemalige Assistentin und später Widersacherin (Silver Banshee) von Cat Grant aus der Serie Supergirl
- Siobhan „Shiv“ Roy, Figur aus der Erfolgsserie Succession